# Maury Sterling
Charles Maury Wallace Sterling (Mill Valley, 1 de setembro de 1971) é um ator norte-americano. Ele é mais conhecido por interpretar o personagem Max em Homeland, Rafferty no filme de comédia Beverly Hills Chihuahua e Lester Tremor no longa de ação Smokin' Aces.

## Vida e carreira
Sterling nasceu em Mill Valley, Califórnia. Ele fez várias participações convidadas em diversas séries de televisão ao longo de sua carreira, incluindo Judging Amy, ER, Star Trek: Enterprise, 24 e CSI: Crime Scene Investigation para citar algumas. Seu único papel como personagem regular em uma série de televisão foi no sitcom Alright Already, que durou apenas uma temporada de 1997-98. O show foi ao ar originalmente pela já extinta WB Television Network.
Sterling também apareceu em vários filmes, principalmente em papéis de apoio. Seu papel proeminente veio no filme de ação Smokin' Aces onde ele interpretou Lester Tremor, um dos irmãos neo-nazistas psicóticos do Tremor (em oposição a Chris Pine e Kevin Durand). Seu papel exigia que ele raspasse o cabelo e as sobrancelhas fora. Outro papel proeminente de Sterling veio em 2008 com o filme de comédia Beverly Hills Chihuahua onde ele interpretou Rafferty, um dos vilões do longa que se sequestra Chloe, uma chihuahua interpretada com a voz de Drew Barrymore.
Ele irá co-estrelar Gilded Lilys, a nova série de televisão dramática da ABC criada e produzida por Shonda Rhimes.

## Filmografia

### Televisão
| Ano        | Título                         | Papel                                             | Notas              |
| ---------- | ------------------------------ | ------------------------------------------------- | ------------------ |
| 1995       | Picket Fences                  |                                                   |                    |
| 1996       | Boy Meets World                | Eddie Hunter                                      |                    |
| 1996       | Boston Common                  | Morgan                                            |                    |
| 1996       | Townies                        | Doug                                              |                    |
| 1996       | Dark Skies                     | Mark Waring                                       |                    |
| 1996       | The Single Guy                 | Mordecai                                          |                    |
| 1996       | Diagnosis Murder               | Martin Donner Kingston                            |                    |
| 1997       | The Pretender                  | Donny Beaulieu                                    |                    |
| 1997–1998  | Alright Already                | Vaughn Lerner                                     | Personagem regular |
| 1998       | Touched by an Angel            | Edward 'Eddie' Williams                           |                    |
| 1999       | JAG                            | Oficial Petty Simpkins                            |                    |
| 1999       | G vs E                         | Harlowe                                           |                    |
| 1999       | Angel                          | Barney                                            |                    |
| 2000       | V.I.P.                         |                                                   |                    |
| 2002       | Do Over                        | Mr. Adams                                         |                    |
| 2002, 2003 | Judging Amy                    | Paul Zimberg (2002) Spencer Carls (2003)          | 1 episódio cada    |
| 2003, 2008 | CSI: Crime Scene Investigation | Anders Molyneaux (2003) Detetive Ken Martz (2008) | 1 episódio cada    |
| 2003       | Crossing Jordan                | Scott Marshall                                    |                    |
| 2003       | Star Trek: Enterprise          | Tarquin                                           |                    |
| 2004       | Without a Trace                | Glenn Remick                                      |                    |
| 2004       | Six Feet Under                 | Pot Dealer                                        |                    |
| 2004       | Nip/Tuck                       | Ron                                               |                    |
| 2004       | Charmed                        | Lord Dyson                                        |                    |
| 2004       | Monk                           | Lewis                                             |                    |
| 2004, 2006 | ER                             | Dr. Nelson                                        | 5 episódios        |
| 2005       | Deadwood                       | Elmer - Chez Ami Labourer                         | 2 episódios        |
| 2006       | Criminal Minds                 | Jim Meyers                                        |                    |
| 2007       | CSI: Miami                     | Barry Ellis                                       |                    |
| 2007       | 24                             | Kozelek Hacker                                    | 2 episódios        |
| 2007       | Close to Home                  | Brian Flynn                                       | 2 episódios        |
| 2008       | Cold Case                      | Tommy Connell                                     |                    |
| 2009       | Dollhouse                      | Eddie                                             |                    |
| 2010       | Lie to Me                      | Sully                                             |                    |
| 2011       | In Plain Sight                 | Ronnie Dalembert / Ronnie McIntire                | 2 episódios        |
| 2011-2014  | Homeland                       | Max                                               | 16 episódios       |
| 2014       | Extant                         | Gordon Kern                                       |                    |

### Cinema
| Ano  | Título                          | Papel                 | Notas          |
| ---- | ------------------------------- | --------------------- | -------------- |
| 1995 | Outbreak                        | Piloto Sandman Um     |                |
| 1996 | Full Moon Rising                | Van Jaspers           |                |
| 1996 | Bulletproof                     | Skinny Guy            |                |
| 1996 | Somebody is Waiting             | Man in Cell           |                |
| 1997 | Columbo: A Trace of Murder      | Store Clerk           | Telefilme      |
| 1997 | Behind Enemy Lines              | Donny                 |                |
| 2001 | Imposter                        | Comms Tech            |                |
| 2002 | Hart's War                      | Pfc. Dennis A. Gerber |                |
| 2002 | March 1st                       | Maury                 | Curta-metragem |
| 2003 | Frankie and Johnny are Married  | Roger                 |                |
| 2004 | The Old Man and the Studio      | Paul                  | Curta-metragem |
| 2004 | Illusion                        | Grant                 |                |
| 2005 | Andre the Butcher               | Hoss                  |                |
| 2005 | Short Fuse                      | Sam                   |                |
| 2005 | Come as You Are                 | Craig                 |                |
| 2007 | Smokin' Aces                    | Lester Tremor         |                |
| 2007 | The Frolic                      | John Doe              | Curta-metragem |
| 2007 | Leo                             | Agent                 | Curta-metragem |
| 2007 | Stars                           | Moe                   | Curta-metragem |
| 2008 | Depth Charge                    | Allenson              |                |
| 2008 | Fractalus                       | Corey                 |                |
| 2008 | Beverly Hills Chihuahua         | Rafferty              |                |
| 2010 | The A-Team                      | Gammons               |                |
| 2010 | Smokin' Aces 2: Assassins' Ball | Lester Tremor         |                |
| 2011 | Kung Fu Panda 2                 | Soldado Lobo (voz)    |                |
| 2013 | Coherence                       | Kevin                 |                |
| 2016 | Batman: A Piada Mortal          | Paris Franz (voz)     |                |

### Video games
| Ano  | Título                                            | Papel            | Notas |
| ---- | ------------------------------------------------- | ---------------- | ----- |
| 2009 | Prototype                                         | Vozes adicionais |       |
| 2009 | The Chronicles of Riddick: Assault on Dark Athena | Guarda           |       |
| 2011 | Star Wars: The Old Republic                       | Smuggler Homem   |       |
| 2012 | Starhawk                                          | Rifters/Outcast  |       |
| 2015 | Battlefield Hardline                              | Vozes adicionais |       |